# Distretto di Aitape-Lumi
Il distretto di Aitape-Lumi, in inglese Aitape-Lumi District, è un distretto della Papua Nuova Guinea appartenente alla Provincia di Sandaun. Ha una superficie di 5.689 km² e 39.000 abitanti (stima nel 2000)